# Kamienica Gdańska 95 w Bydgoszczy
Kamienica Gdańska 95 w Bydgoszczy – kamienica położona w Bydgoszczy przy ul. Gdańskiej 95.

## Położenie
Budynek stoi w zachodniej pierzei ul. Gdańskiej, między ul. Świętojańską a ul. Chocimską.

## Charakterystyka
Kamienicę wzniesiono w latach 1912–1913, według projektu bydgoskiego architekta Paula Sellnera. 
Od 1914 roku w parterze mieściła się restauracja. 
W latach 1939–1945 siedziba niemieckiego Urzędu Kultury Rolnej (Kulturamt), zajmującego się m.in. hipotecznym i geodezyjnym przygotowaniem gruntów pod osadnictwo niemieckie.
Kamienica prezentuje styl wczesnego modernizmu. Trzykondygnacyjny wykusz dekorują wieńce laurowe otaczające stylizowane wazony z kwiatami. W budynku zachował się szyb windy przesłonięty ażurowymi, metalowymi drzwiami.

## Galeria

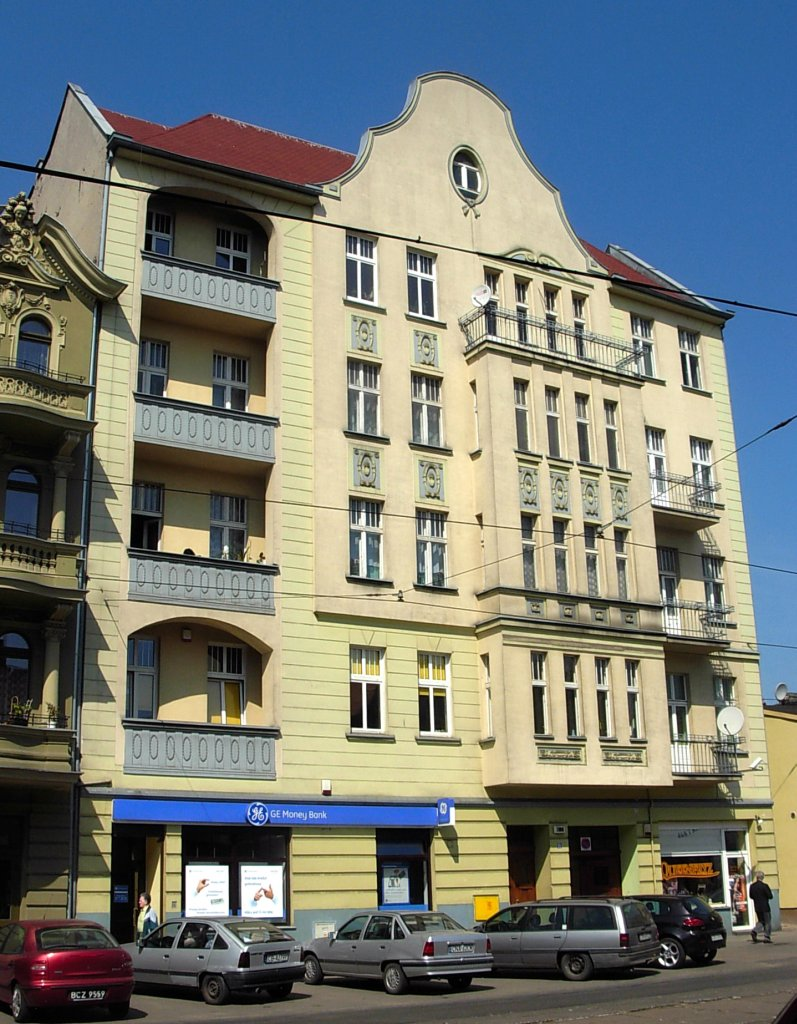
Elewacja od ul. Gdańskiej
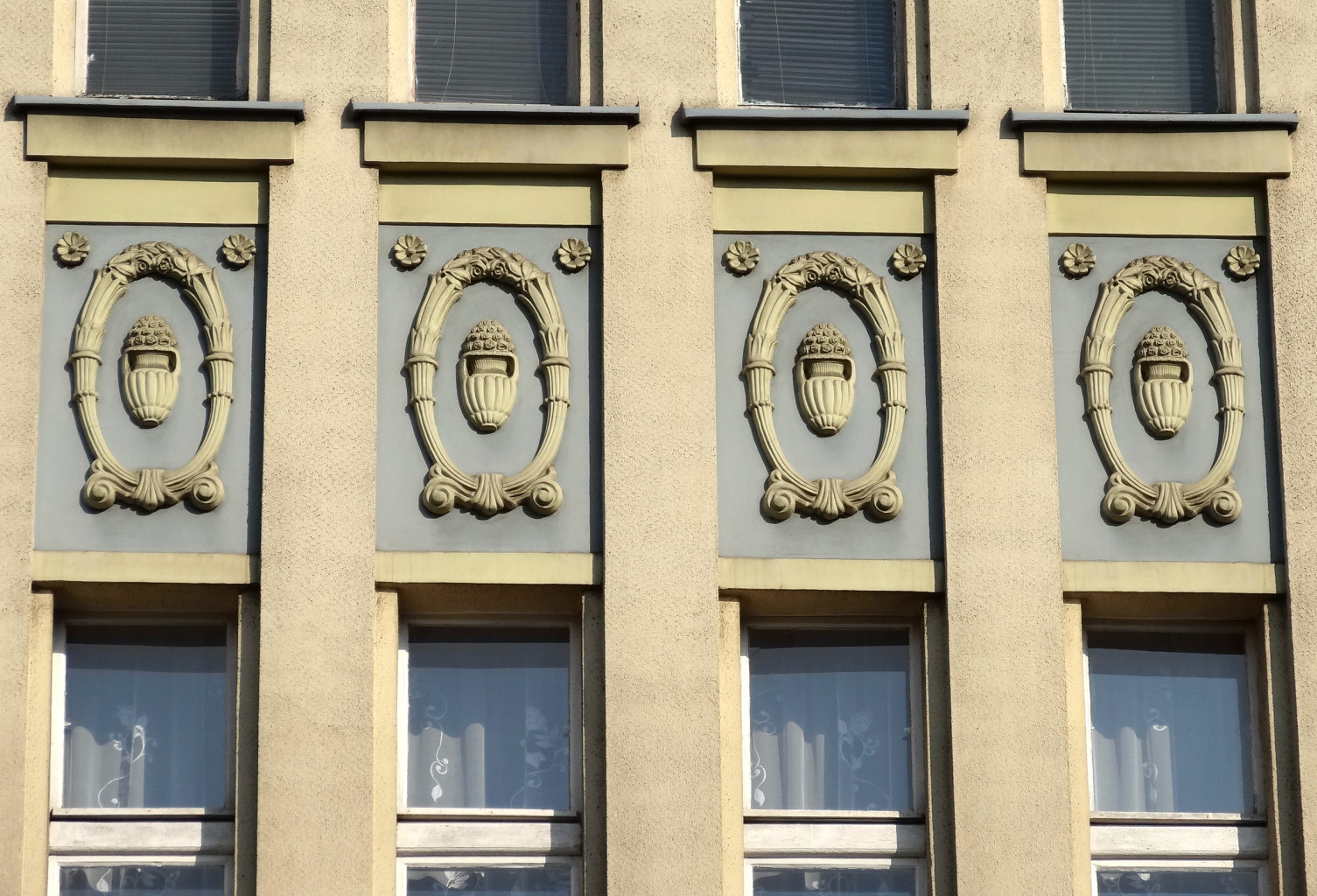
Ornamenty